# Frazione
Una frazione (frazioni, en plural), a Itàlia, és el nom que es dona a un tipus de subdivisió territorial d'un comune. Normalment designa un conjunt de cases -és a dir, una entitat de població o un nucli de població, ja sigui un llogaret o llogarret, o un veïnat, o caseriu- que constitueix un nucli habitat dins dels límits municipals, però separat i diferent del nucli principal (capoluogo) i d'altres frazioni o nuclis de població dins del municipi.
El terme località és, de fet, un sinònim. De vegades les frazioni són vertaders pobles amb una història i amb una identitat diferenciades. La tipologia de les frazioni italianes és extremadament variada: pot ser constituïda per un grup restringit de cases o coincidir amb el cim d'una muntanya o d'un pujol, el meandre d'un riu, una vall boscosa o un indret arqueològic. Els municipis poden decidir atribuir a les seves frazioni una autonomia administrativa limitada.
Històricament, nombroses frazioni han estat constituïdes durant el període del feixisme per desenvolupar i racionalitzar les subdivisions territorials del país. No és rar que alguna d'aquestes frazioni hagi estat un antic municipi que ja no podia conservar el seu estatus administratiu. Abans, el govern central tenia la competència d'establir les "frazioni", tret de les cinc regions autònomes. Ara, però, pel decret llei 267/2000, afegit a les esmenes del Títol V de la Constitució italiana, les frazioni es defineixen des del nivell municipal.
Amb l'antiga legislació, una frazione tenia la possibilitat de tenir un prosindaco (alcalde de barri) que era remunerat per l'alcalde del municipi (sindaco). Amb la legislació actual, l'article 54 de la Constitució preveu que un alcalde pot delegar les seves funcions d'alcalde per una frazione en un regidor del municipi.